# Niger az 1964. évi nyári olimpiai játékokon
Niger a japán Tokióban megrendezett 1964. évi nyári olimpiai játékok egyik részt vevő nemzete volt. Az országot az olimpián 1 sportágban 1 sportoló képviselte, aki érmet nem szerzett. Niger első alkalommal vett részt az olimpiai játékokon.

## Ökölvívás
| Versenyző     | Versenyszám | 32-es főtábla                           | Nyolcaddöntő                   | Negyeddöntő                 | Elődöntő          | Döntő             | Helyezés |
| Versenyző     | Versenyszám | Ellenfél Eredmény                       | Ellenfél Eredmény              | Ellenfél Eredmény           | Ellenfél Eredmény | Ellenfél Eredmény | Helyezés |
| ------------- | ----------- | --------------------------------------- | ------------------------------ | --------------------------- | ----------------- | ----------------- | -------- |
| Issaka Daboré | Váltósúly   | Hung Cun-fu (Hong Tshun-Fu) (ROC) · RSC | Hans-Erik Pedersen (DEN) · RSC | Pertti Purhonen (FIN) · 2-3 | kiesett           | kiesett           | 5.       |